# César Verdier
César Verdier (* 24. Juni 1695 in Morières bei Avignon; † 19. März 1759 in Paris) war ein französischer Anatom, Chirurg und Hochschullehrer.

## Leben und Wirken
Er war der Sohn eines Chirurgen aus Morières und absolvierte zunächst ein geisteswissenschaftlichen Studium. Hiernach ging er nach Montpellier, wo er eine Ausbildung als Chirurg erhielt. 
Sodann führten ihn seine Wege nach Paris, wo er Kurse in Anatomie abhielt. Auch mit der Pflege der anatomischen Präparate wurde er betraut. Er wurde in der Zeit von 1725 bis 1754 zum Démonstrateur d’anatomie dans les écoles parisiennes de chirurgie ernannt. Auch war er seit dem Jahre 1731 ein Mitglied der Académie royale de chirurgie.
Sein Handbuch der Anatomie, Abrégé de l’anatomie du corps humain (...), aus dem Jahr 1752 erzielte eine große Popularität und breite Verwendung, so entstanden innerhalb kurzer Zeit bis zum Jahre 1768 sechs Ausgaben. Es war in erster Linie ein Nachschlagewerk ohne Illustrationen, mit anatomischen Beschreibungen und Erläuterungen einiger physiologischer Hintergründe.
Von Denis Diderot ist bekannt, dass er um das Jahr 1740 seine anatomisch-medizinischen Vorlesungen verfolgte. Die Vorlesungen fanden jeweils an einem Montag, Dienstag, Donnerstag und Samstag statt und begannen mit dem ersten Montag nach dem Martinstag (11. November) und endeten am 15. Februar.

## Werke (Auswahl)
- Abrégé de l’anatomie du corps humain, où l’on donne une description corte & exacte des parties qui le composent, avec leurs usages. Jean Léonard, 1752